# Массив Таму
Массив Та́му — потухший подводный щитовидный вулкан в северо-западной части Тихого океана, в 1600 км к востоку от Японии, крупнейший (по площади) известный вулкан на Земле и один из крупнейших в Солнечной системе.
Размеры массива Таму составляют примерно 450 на 650 километров, его высота составляет около 4,5 км, а вершина находится на 2 км ниже уровня моря. В отличие от большинства подводных гор и вулканов, склоны массива Таму намного более пологие — даже у вершины угол подъёма составляет не более 1°. Площадь массива Таму, превышающая 260 000 км², в 50 раз больше площади самого большого действующего вулкана на Земле, Мауна-Лоа на острове Гавайи, и сопоставима с площадью Британских островов. По словам профессора-геолога Уильяма Сэгера, массив Таму «принадлежит к той же лиге», что и высочайший вулкан Солнечной системы — марсианская гора Олимп. Сложенный из базальтовых пород Таму — самая древняя часть и самая крупная деталь рельефа подводного плато, известного как возвышенность Шатского. Предполагается, что он потух вскоре после своего образования, примерно 145 миллионов лет назад.
Массив Таму получил своё имя от сокращённого названия Техасского университета A&M (англ. Texas A&M University — TAMU), сотрудником которого на тот момент являлся Уильям Сэгер. Исследования массива, позволившие установить его вулканическую природу, включали бурение океанического дна с судна JOIDES Resolution по программе Integrated Ocean Drilling Program и сейсморазведку (методом отражённых волн) с корабля Marcus Langseth. Именно данные сейсморазведки позволили опровергнуть гипотезу о том, что массив Таму образован застывшей лавой, извергнутой одновременно несколькими вулканами, и установить, что вся извергнутая лава истекала из единственного источника. С 2013 года считалось, что массив Таму — щитовой вулкан, однако опубликованное в 2019 году исследование содержит указания на то, что он представляет собой продукт спрединга — постепенного раздвигания литосферных плит под давлением магмы.